# La Villeneuve-au-Chêne
La Villeneuve-au-Chêne és un municipi francès situat al departament de l'Aube i a la regió del Gran Est. L'any 2007 tenia 426 habitants.

## Demografia

### Població
El 2007 la població de fet de La Villeneuve-au-Chêne era de 426 persones. Hi havia 165 famílies de les quals 32 eren unipersonals (20 homes vivint sols i 12 dones vivint soles), 47 parelles sense fills, 74 parelles amb fills i 12 famílies monoparentals amb fills.
La població ha evolucionat segons el següent gràfic:
Habitants censats

### Habitatges
El 2007 hi havia 183 habitatges, 163 eren l'habitatge principal de la família, 13 eren segones residències i 7 estaven desocupats. 179 eren cases i 3 eren apartaments. Dels 163 habitatges principals, 130 estaven ocupats pels seus propietaris, 29 estaven llogats i ocupats pels llogaters i 4 estaven cedits a títol gratuït; 2 tenien una cambra, 5 en tenien dues, 20 en tenien tres, 58 en tenien quatre i 79 en tenien cinc o més. 136 habitatges disposaven pel capbaix d'una plaça de pàrquing. A 62 habitatges hi havia un automòbil i a 91 n'hi havia dos o més.

### Piràmide de població
La piràmide de població per edats i sexe el 2009 era:
| Homes | Edats   | Dones |
| ----- | ------- | ----- |
| 0     | 95 o +  | 0     |
| 0     | 90 a 94 | 0     |
| 0     | 85 a 89 | 12    |
| 12    | 80 a 84 | 8     |
| 0     | 75 a 79 | 0     |
| 12    | 70 a 74 | 8     |
| 8     | 65 a 69 | 16    |
| 8     | 60 a 64 | 4     |
| 12    | 55 a 59 | 8     |
| 12    | 50 a 54 | 20    |
| 20    | 45 a 49 | 16    |
| 8     | 40 a 44 | 16    |
| 24    | 35 a 39 | 16    |
| 16    | 30 a 34 | 12    |
| 12    | 25 a 29 | 8     |
| 12    | 20 a 24 | 8     |
| 4     | 15 a 19 | 32    |
| 24    | 10 a 14 | 12    |
| 0     | 5 a 9   | 12    |
| 12    | 0 a 4   | 4     |

## Economia
El 2007 la població en edat de treballar era de 275 persones, 211 eren actives i 64 eren inactives. De les 211 persones actives 196 estaven ocupades (111 homes i 85 dones) i 15 estaven aturades (6 homes i 9 dones). De les 64 persones inactives 24 estaven jubilades, 19 estaven estudiant i 21 estaven classificades com a «altres inactius».

### Ingressos
El 2009 a La Villeneuve-au-Chêne hi havia 168 unitats fiscals que integraven 443 persones, la mediana anual d'ingressos fiscals per persona era de 17.478 €.

### Activitats econòmiques
Dels 8 establiments que hi havia el 2007, 1 era d'una empresa de fabricació d'altres productes industrials, 1 d'una empresa de construcció, 2 d'empreses d'hostatgeria i restauració, 1 d'una empresa financera, 1 d'una empresa immobiliària, 1 d'una empresa de serveis i 1 d'una empresa classificada com a «altres activitats de serveis».
L'únic servei als particulars que hi havia el 2009 era un restaurant.
L'any 2000 a La Villeneuve-au-Chêne hi havia 12 explotacions agrícoles que ocupaven un total de 672 hectàrees.

## Equipaments sanitaris i escolars
El 2009 hi havia una escola elemental integrada dins d'un grup escolar amb les comunes properes formant una escola dispersa.

## Poblacions més properes
El següent diagrama mostra les poblacions més properes.